# Картубани
Картубани (груз. კართუბანი) — село в Грузии, в муниципалитете Лагодехи края Кахетия. 

## География
Село расположено в восточной части края, в 18 километрах по прямой к юго-западу от центра муниципалитета Лагодехи. Высота центра — 260 метров над уровнем моря.

## Население
По данным переписи населения 2014 года, в селе проживало 1802 человека.
| Год  | Население | Мужчины | Женщины |
| ---- | --------- | ------- | ------- |
| 2002 | 2158      | 1057    | 1101    |
| 2014 | 1802      | 937     | 865     |